# 小眼短吻獅子魚
小眼短吻獅子鱼，为輻鰭魚綱鮋形目杜父魚亞目狮子鱼科的其中一種。分布於東北大西洋區，包括格陵蘭東部、冰島及法羅群島海域，屬深海魚類，棲息在水深100至1800公尺的水域，生活習性不明。